# Giarrettella
Una giarrettella è una bretella, sovente di materiale adeguatamente elastico e regolabile con una fibbia a slitta, munita di un gancetto all'estremità inferiore e indossata longitudinalmente alla coscia, che serve a sospendere le calze collegandole a un/una corsetto / reggicalze / guêpière / bustino / stringivita / guaina.

## Storia
La giarrettella è una modernizzazione della giarrettiera, capo d'abbigliamento molto antico.
La giarrettella fu creata nel 1876 dal maestro di corsetteria Féréol Dedieu per ragioni mediche legate ai gravi danni angiologici recati dalla riduzione della circolazione sanguigna a causa dell'uso continuativo di lacci o elastici stringenti la coscia.
Questa differenza funzionale e sanitaria è tuttora valida e discriminante nella scelta tra l'uso di calze classiche normali da giarrettella e le calze autoreggenti che hanno soppiantato nella pratica comune l'accoppiata calza normale con giarrettiera apposta.
Alcuni umoristi avevano diffuso la credenza che l'inventore fosse Gustave Eiffel e la di lui Torre rappresentasse una gamba di femmina inguainata e capovolta.

## Uso
La corretta utilizzazione prevede che la mutandina (perizoma o culotte) venga indossata sopra le giarrettelle onde ottenere la massima comodità non obbligando a sganciare le calze per ogni necessità fisiologica.

## Tipologie
Il gancetto è generalmente appartenente a una tra due tipologie base:
- a slitta, in cui un funghetto di gomma morbida si inserisce da sotto nell'estremità più ampia di un'asola a pera e slittando verso l'altra estremità viene stretto al collo, così da vincolare alla giarrettella il lembo di nylon della balza della calza precedentemente infrapposto tra le due componenti;

- a pinza, in cui una leva metallica stringe due becchi piatti muniti ciascuno d'un castelletto generalmente plastico, che incastrandosi bloccano il lembo di nylon della balza della calza precedentemente infrapposto tra le due componenti.